# Dictyophleba lucida
Dictyophleba lucida är en oleanderväxtart som först beskrevs av Karl Moritz Schumann, och fick sitt nu gällande namn av Jean Baptiste Louis Pierre. Dictyophleba lucida ingår i släktet Dictyophleba och familjen oleanderväxter. Inga underarter finns listade i Catalogue of Life.